# Risa, Leksand
Risa är en by i Leksand socken, Åsbygge fjärding, Leksands kommun.
Byn omtalas första gången i skattelängden 1539, och upptar en bonde. I Älvsborgs hjälpskatteregister upptas 4 gårdar i byn. Byn var med största sannolikhet en blandby och inrymde även fäbodgårdar. Mantalslängden 1668 upptar 4 hemman, medan Holstenssons karta från samma år bara visar 2 gårdar.
I mantalslängden 1766 upptas 6 hushåll och vid storskiftet på 1820-talet fanns 13 gårdar i byn. Hela 43 personer, främst i byarna Tibble och Ullvi, men även i Romma, Berg och Noret fick samtidigt fäbodrätt i Risa. Några fäbodstugor fanns dock inte i Risa, och under dokumenterad tid har "fäbodarna" bara varit utjordar och utängar. På 1930-talet övernattade de personer som då ännu bedrev fäbodslotter i byn i hölador.
På 1920-talet bestod Risa av 12 gårdar.